# Lista episcopilor greco-catolici de Canton, Ohio
Lista episcopilor Eparhiei Sfântul George în Canton, Ohio:
- Vasile Louis Pușcaș (4 decembrie 1982 - 2 iulie 1993 pensionare)
- John Michael Botean (29 martie 1996 - prezent)